# Guiu I de la Roche
Guiu de la Roche o Guy de la Roche (1205 - 1263) va ser duc d'Atenes (des del 1225), successor d'Odó I de la Roche, senyor d'Argos i Nàuplia, i Damala; va obtenir el títol de duc d'Atenes del rei Lluís IX de França, després d'una disputa amb Guillem de Villehardouin.

## Confusions en la identificació
Durant molt de temps els historiadors van creure que Guiu de la Roche, el successor d'Odó I de la Roche, era el seu nebot, però actualment se sap que era el seu fill. Va ser Jean Longnon qui va desfer l'error quan va trobar un text que ho aclaria tot. En un edicte es deia que: "Odó de Ray, fill d'Odó de la Roche, presenta al duc de Guy com a germà seu", cosa que implica que Guiu era fill d'Odó, el senyor d'Atenes, i que tenia un germà també anomenat Odó, senyor de Ray.
També es deia que el Odó va partir al Comtat de Borgonya, d'on era originari, deixant els territoris de Grècia al seu successor, però també ha estat posat en dubte, per manca de proves. L'únic que provaria aquesta teoria és una làpida funerària trobada a França, que actualment es creu que pertany a un altre Odó.

## El Ducat d'Atenes
Els dominis de Guiu incloïen la totalitat de Tebes i el senyoriu d'Argos i Nàuplia, els quals eren tributaris del principat d'Acaia. Atenes era independent de qualsevol altre sobirà que no fos l'emperador llatí després de la caiguda del Regne de Tessalònica el 1224. El ducat va anar prosperant en el temps, gràcies al negoci de la seda, centrat a Tebes, i el comerç amb República de Venècia i la de Gènova. El 1240, Guiu va donar la meitat del senyoriu de Tebes a Bela de Saint Omer, el marit de la seva germana Bona.
Quan Guillem II d'Acaia va disputar la sobirania sobre l'illa d'Eubea amb els venecians i els triarques locals, Guy va donar suport a aquests últims. A la primavera del 1258, Guillem va anar contra Tebes i va derrotar Guy en una dura batalla als peus del mont Karydi. Tomàs II d'Autremencourt, senyor de Salona i Ubertino Pallavicini, el margrave de Bodonitsa, també van entrar en la coalició antiaquea, als quals se'ls va unir després Joffe de Bruyères.
Guillem de Villehardouin va donar ordres d'assetjar la fortalesa veneciana de Coró, i va fer una incursió per l'Àtica on gairebé fou capturat, després d'això es va proposar fer una invasió a gran escala sobre els dominis de Guiu de la Roche. Els exèrcits de Guillem es van aplegar a Nikli, van travessar l'istme de Corint i, a l'altura del mont Karydi, entre Mègara i Tebes, va derrotar l'exèrcit de la coalició. Guiu de la Roche i altres barons van fugir i es van refugiar a la ciutadella de Tebes. Guillem el va seguir i es va preparar per un llarg setge, però va cedir quan l'arquebisbe catòlic i molts dels nobles del seu exèrcit li van plegar que tingués pietat i donés per acabat el conflicte. Després d'obtenir de Guiu el jurament que es presentaria davant les corts aquees per ser jutjat, les tropes de Guillem es van retirar.
Les corts es van reunir a Nikli i Guiu de la Roche s'hi va presentar acompanyat pels seus cavallers, però finalment l'assemblea de barons va decidir que no tenien prou autoritat per jutjar-lo i van traslladar l'assumpte al rei de França Lluís IX (r. 1226–1270). Guiu va anar davant el rei el 1259 i Lluís no tan sols el va perdonar sinó que el va recompensar amb el títol de duc, que podria traspassar als seus successors. El renegat Jofre de Bruyères també va ser portat a judici davant Guillem i va ser per la intercessió d'altres barons que va salvar la vida, però el van desposseir dels seus dominis i del dret de conquesta.
Això coincideix amb el que diu a la Crònica de Morea, on s'afirma que Atenes era només un senyoriu i es va elevar oficialment a la categoria de ducat després que Guiu es reunís amb Lluís IX de França. A la primavera de l'any 1260, Guiu es va disposar a tornar a Grècia. Poc després de la seva arribada, li van arribar notícies de la presa de Constantinoble per l'exèrcit de Nicea i va saber que Guillem havia estat derrotat per Miquel VIII Paleòleg en la batalla de Pelagònia i fet presoner. Guiu es va fer càrrec de l'administració d'Acaia mentre va durar l'empresonament de Guillem.
Guy va sobreviure a la ruptura dels estats francs a Grècia fins a la seva mort el 1263 i va ser succeït pel seu fill Joan I.

## Matrimoni i descendència
Guiu es va casar amb Agnès, una dama de la família de Bruyeres i van tenir els següents fills:
- Joan, duc d'Atenes (mort el 1280)
- Guillem (mort el 1287), duc d'Atenes, casat amb Helena Angelina Comnè.
- Alícia (morta el 1282), regent de Beirut, casada amb Joan II de Beirut.
- Marguerida (morta després del 1293), casada amb Enric I, comte Vaudémont.
- Isabella (morta abans del 1291), casada amb Joffre de Briel, senyor de Karytaina i en segones núpcies amb Hugh de Brienne, comte de Brienne i Lecce.
- Caterina, casada amb Carlo di Lagonessa, senescal de Sicília.